# Полин затінковий
Полин затінковий (Artemisia umbrosa) — вид рослин із родини айстрових (Asteraceae).

## Біоморфологічна характеристика
Трав'яниста рослина, багаторічна чи кущ, 50–120(200) см заввишки. Стебла міцні, прямовисні, сіро-павутинисто-запушені, голі чи майже так нижче суцвіття. Прикореневі та нижні листки в'януть перед періодом цвітіння; листова пластинка яйцювата чи майже округла, 8–13 × 7–8 см, 2-перисторозсічена. Середні стеблові листки на ніжці 1–2(3) см, а пластина яйцювата, яйцювато-еліптична чи майже округла, 6–8 × 5–7 см, абаксіально густо запушена, адаксіально з білими залозистими крапками і рідко павутинно-запушена, (1 чи) 2-перисто-розсічена. Найгорішніші листки й листоподібні приквітки перисторозсічені чи 3-лопатеві чи цільні. Синцвіття — вузька, облиствена, конічна волоть. Обгортка приквітків еліпсоїдна чи довгаста, 3.5–4.5 × 2–2.5(3) мм у діаметрі; приквітки щільно павутинчасто запушені. Крайових жіночих квіточок 4–9; віночків ≈ 1.5 мм, голі. Дискових квіточок 10–20, двостатеві; віночок пурпуровий, 2–2.8 мм. Сім'янки довгасті чи зворотно-яйцюваті, ≈ 1 мм, голі. Цвітіння й плодоношення: липень — жовтень.

## Середовище проживання
Цей східноазійський вид був інтродукований і зараз локально натуралізований у деяких європейських країнах, у т. ч. Україні.
Населяє узбіччя доріг, узлісся, схили, степи, каньйони, береги річок чи озер, чагарники; 400–3000 метрів.